# Електроустановка
Електроустановка — комплекс взаємопов'язаних машин, ліній, апаратів, допоміжного обладнання (рахуючи будівлі та приміщення, в яких вони встановлені), призначені для виробництва, трансформації, передачі, розподілення електричної енергії і
перетворення її в інший вид енергії.
Електроустановки за умовами електробезпеки розділяються на електроустановки до 1 кВ і електроустановки вище 1 кВ (за діючим значенням напруги).
Основними нормативними документами для улаштування електроустановок є «Правила улаштування електроустановок» (ПУЕ), а при експлуатації — «Правила технічної експлуатації електроустановок споживачів» (ПТЕЕС).
Електроустановки поділяють за призначенням (генеруючі, споживчі та перетворювально-розподільні), родом струму (постійного і змінного) і напрузі (до 1000 В і вище 1000 В).
За розміщенням електроустановки поділяють на відкриті (або зовнішні) електроустановки, та закриті (або внутрішні) електроустановки.
Електроустановка може бути призначена для виробництва, перетворення, передачі, розподілу, а також споживання електричної енергії.

## Діюча електроустановка
Діюча електроустановка — електроустановки або їх ділянки, які перебувають під напругою, або на які напруга може бути подана вмиканням комутаційних апаратів, а також ПЛ (повітряна лінія електропередачі), що знаходиться в зоні дії наведеної напруги або має перетини з діючими ПЛ.

## Електроустановка з простою та наочною схемою
Електроустановка з простою та наочною схемою — РУ напругою понад 1000 В з одиночною секціонованою або несекціонованою системою шин, без обхідної системи шин, всі ПЛ та КЛ, всі електроустановки напругою до 1000 В.

## Електроустановка без місцевих оперативних працівників
Електроустановки, ПЛ і КЛ, що їх обслуговують оперативно-виїзні бригади або оперативно-виробничі працівники.